# Ladislav IV. Popel z Lobkowicz
Ladislav IV. Popel z Lobkowicz či zjednodušeným pravopisem z Lobkovic, zvaný mladší (15. října 1566 – 20. března 1621 Brno) byl příslušníkem chlumecké větve šlechtického rodu Popelů z Lobkovic. Zastával dvorské a zemské úřady v Čechách a na Moravě, kariéru završil jako moravský zemský hejtman, patřil ke španělské straně. Na jeho panství v Holešově působil Jan Sarkander, umučený v době třicetileté války.

## Původ a život

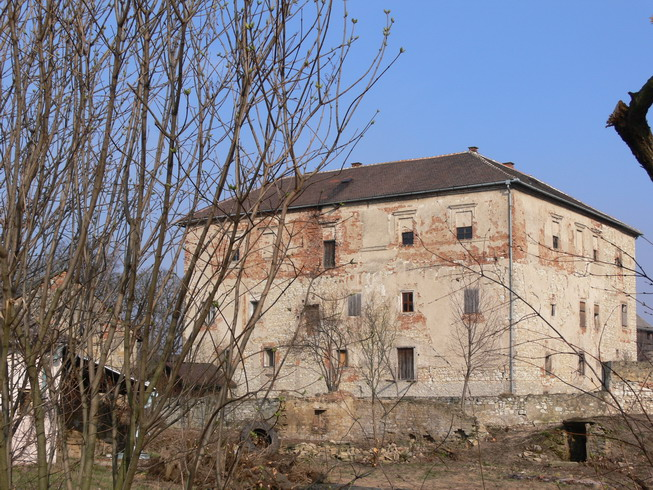
Tvrz Kurovice

Narodil se 15. října 1566 jako syn dvorského maršálka a pozdějšího nejvyššího hofmistra Ladislava II. Popela z Lobkovic (1501–1584) a jeho třetí manželky Johany Berkové z Dubé (asi 1545–1601). Jeho mladší bratr Zdeněk Vojtěch Popel z Lobkovic (1568–1628) se stal nejvyšším kancléřem Českého království a prvním knížetem z Lobkovic (1623/1624).
Ladislav IV. působil na pražském dvoře císaře Rudolfa II. Stal se císařským radou a v roce 1587 číšníkem. V roce 1592 se stal hejtmanem tělesné stráže císaře. V roce 1594 byl císařem vyslán na diplomatickou misi do Polska. Poté, co zakoupil v roce 1604 holešovské panství, se přestěhoval na Moravu. Zaujal post místodržícího hejtmanství Moravského markrabství (1607), o rok později se stal nejvyšším zemským komorníkem Moravského markrabství a v roce 1615 dokonce moravským zemským hejtmanem. Z této pozice zahájil na Moravě protireformaci.

## Majetek

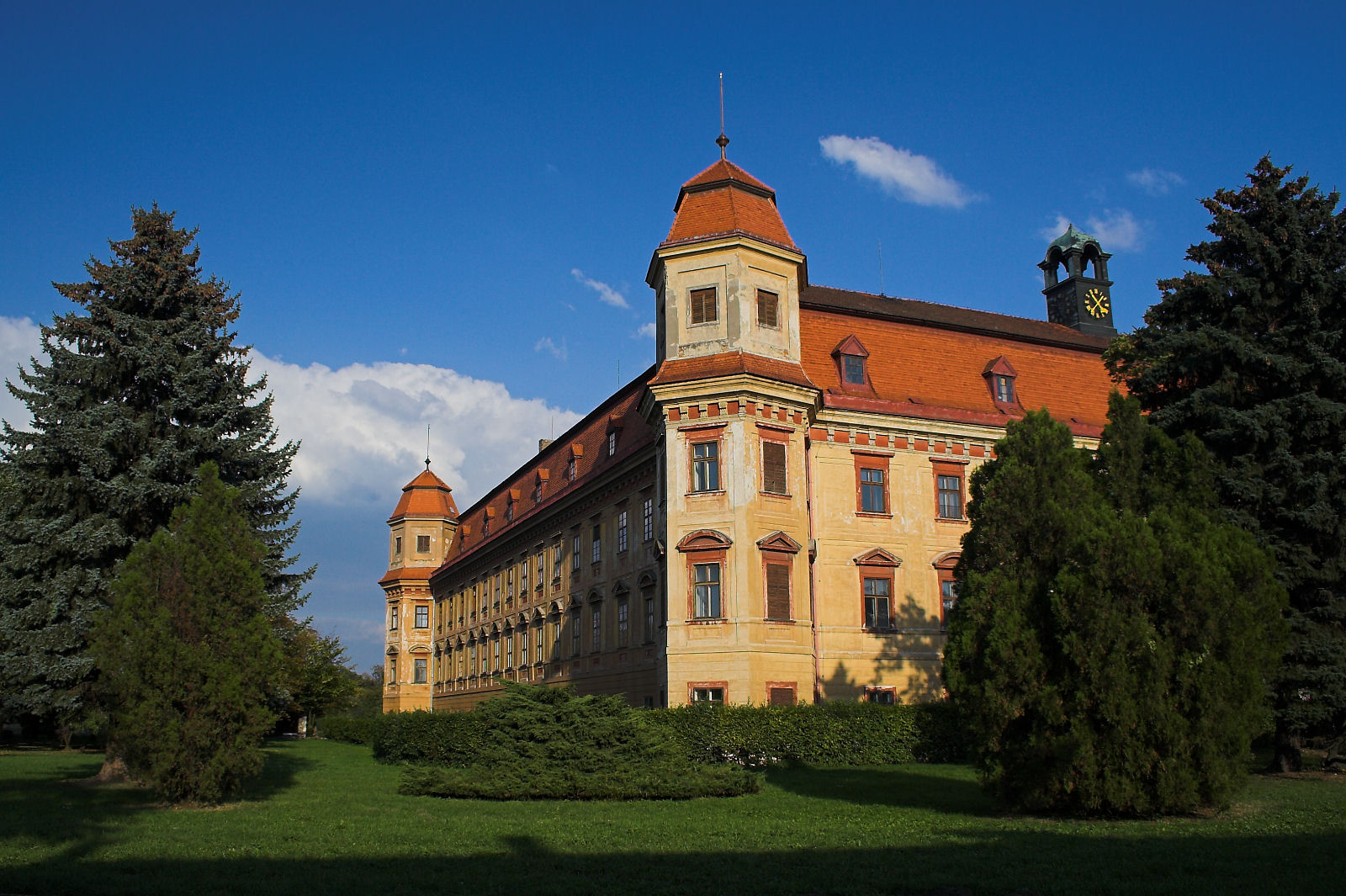
Zámek v Holešově

Vlastnil Neustadt an der Waldnaab a Störnstein (Bavorsko), Rybník, Bohdalec, Dražejovice, Jesenbach, Kurovice, Třebětice a Holešov (zakoupil od Viktorina ze Žerotína v roce 1604). Na svém panství prováděl násilnou rekatolizaci, pronásledoval Jednotu bratrskou a v roce 1615 povolal do Holešova jezuity. Po jeho smrti přešel majetek na bratra Zdeňka Vojtěcha.

## Rodina
Oženil se dvakrát. Nejprve 28. září 1597 s  hraběnkou Marií Alžbětou ze Salm-Neuburgu (30. červen 1565 – 1615), dcerou Julia ze Salm-Neuburgu (1531–1595) a jeho manželky Alžběty Thurzové († 1574). Ta vyznávala luteránskou víru. Podruhé se oženil 31. ledna 1616 s nevlastní sestrou (nebo neteří) své první manželky hraběnkou Annou Marií ze Salm-Neuburgu (24. říjen 1598 – 15. říjen 1647), dcerou Julia ze Salm-Neuburgu (1531–1595) a jeho manželky Anny Marie z Dietrichsteinu († 1586). Jeho druhá žena byla o více než 30 let mladší než on a kvůli sňatku musela přestoupit od luteránství na katolickou víru. Nekatolické knihy musela odevzdat svému zpovědníkovi. Dispens ke sňatku udělil olomoucký biskup František z Dietrichsteinu. Po smrti manžela se Anna Marie ještě jednou provdala v roce 1623 za Jindřicha Šlika († 1650). Pohřbena byla v bazilice Nanebevzetí Panny Marie ve Strahovském klášteře.
Z prvního manželství se narodil jeden syn, který však zemřel mlád ještě za života otce:
- Ladislav Julius (4. října 1598 – před 1621).[6]